# Арахнологија
Арахнологија (енгл. arachnology) научно је проучавање паукова и сличних животиња, као што су шкорпије, псеудошкорпије и косци — једним именом арахнида. Особе који прочавају паукове и друге арахниде зову се једним именом арахнолози.
Реч арахнологија изводи се из стгрч. ἀράχνη, што значи „паук”, и стгрч. -λογία, што значи „наука”.

## Арахнологија као наука
Арахнолози су примарно одговорни за класификовање арахнида и проучавање аспеката њихове биологије. Популарно их се понекад назива „експертима за паукове” (енгл. "spider experts"). Дисциплине унутар арахнологије укључују именовање врста и одређивање њихових еволуционих међуодноса (таксономија и систематика), проучавајући како оне узајамно делују са другим члановима своје врсте и/или својим окружењем (бихевиорална екологија), или како су распоређене у различитим регионима и хабитатима (фаунистика). Други арахнолози врше истраживања о анатомији или физиологији арахнида, укључујући отров паукова и шкорпија. Остали проучавају утицај паукова у агрикултурним екосистемима и да ли се паукови могу користити као контролни агенси.

### Поддисциплине
Арахнологија се може разложити на неколико више одређених специјалности. Ово укључује следеће поддисциплине арахнологије:
- акарологија — проучавање крпеља и гриња
- аранеологија — проучавање паукова
- шкорпиологија — причавање шкорпија

## Арахнолошка друштва
Арахнолози делују у великом броју научних друштава, што унутар националног што унутар међународног делокруга. Њихова главна улога је да се охрабри размена идеја између истраживача, да се организују састанци и конгреси, а у одређеном броју случајева издају и академски часописи. Неки су такође укључени и у програме којима се покушава допрети до већег броја људи који би се заинтересовали за проучавање арахнида. Најбољи пример је „Европски паук године” (енгл. European spider of the year), у организацији Европског друштва арахнологије. Изабрани паук за 2015. годину био је Anyphaena accentuata (срп. зујајући/фантомски паук, енгл. buzzing/phantom spider), из породице Anyphaenidae (срп. анифенидни врећасти паукови, енгл. anyphaenid sac spiders). Оваквим програмима се у јавности подиже свест о овим животињама и њиховом значају, али и опасностима које оне могу да представљају за човека.
- Америчко арахнолошко друштво
- Британско арахнолошко друштво
- Иранско арахнолошко друштво (арап. انجمن عنکبوتیان شناسی ایران)
- Међународно друштво арахнологије
- Азијско друштво арахнологије
- Аустралазијско арахнолошко друштво
- Афричко арахнолошко друштво
- Белгијска арахнологија
- Европско друштво арахнологије
- Иберијска група арахнологије
- Индијско друштво арахнологије
- Арахнолошко друштво Јапана (јап. 日本蜘蛛, くも)
- Мађарска арахнологија
- Немачко арахнолошко друштво
- Француско друштво арахнологије
- Централно европско арахнолошко друштво
- Чешко арахнолошко друштво

### Арахнолошки часописи
Научне публикације посвећене проучавању арахнида укључују:
- Билтен Британског арахнолошког друштва (енгл. Bulletin of the British Arachnological Society)
- Журнал арахнологије

## Популарна арахнологија
Арахниди, нарочито тарантуле, почели су да постају популарни 1970-их година, и то као егзотични кућни љубимци. Многе тарантуле су тако постале широко познатије по својим обичним именима, као што је мексичка црвеноколена тарантула (енгл. Mexican redknee tarantula, лат. Brachypelma smithi).
Разна друштва се сада фокусирају на чување (енгл. husbandry), бригу, проучавање и заробљеничко гајење (енгл. captive breeding) тарантула, као и других арахнида. Такође се праве журнали или билтени са чланцима те се саветује о овим темама.
- Америчко друштво за проучавање тарантула
- Британско друштво за проучавање тарантула